# منطقه ۵ شهرداری تهران
منطقه ۵ شهرداری تهران یکی از مناطق شهری تهران است که در غرب و شمال غرب کلان‌شهر تهران واقع شده‌است. این منطقه از شمال به رشته‌کوه البرز، از جنوب به بزرگراه شهید لشگری و میدان آزادی، از شرق به بزرگراه اشرفی اصفهانی و بزرگراه محمدعلی جناح و منطقه ۲ شهر تهران در مجاورت طرشت و ستارخان و مرزداران و شهرک غرب و سعادت آباد و از غرب به منطقه ۲۲ شهر تهران ،استادیوم آزادی محدود می‌باشد. این منطقه دسترسی خوبی به شبکه بزرگراهی تهران دارد، به بزرگراه‌های همت، حکیم، آبشناسان، باکری، ستاری، شیخ فضل‌الله نوری، بزرگراه مخصوص کرج و اشرفی اصفهانی و جناح دسترسی دارد. منطقه ۵ از ۷ ناحیه و ۲۹ محله تشکیل شده‌است. در بین نواحی هفت‌گانه منطقه، ناحیه ۳ با بیشترین مساحت مشتمل بر ۸ محله و ناحیه ۵ با کمترین مساحت از ۳ محله تشکیل شده‌است. منطقه پنج به دلیل قرار گرفتن در کوهپایه دارای آب و هوای سرد و کوهستانی است. همچنین این منطقه از نظر سرانه فضای سبز در وضعیت مطلوبی قرار داشته و دارای سرانه فضای سبز ۱۷ متر، بدون احتساب پارک جنگلی کوهسار است. از نظر تنوع گیاهی، این منطقه غنی بوده و انواع گیاهان در آن پرورش می‌یابد. از مراکز تفریحی این منطقه به پارک ارم در اتوبان کرج و مجتمع سرزمین عجایب واقع در بلوار اشرفی اصفهانی می‌توان اشاره کرد.
این منطقه جزو بالای شهر تهران محسوب میشود.

## تاریخچه
روایت از سکونت در منطقه پنج شهرداری تهران از گذشته دور آغاز شده‌است؛ با بسط و گسترش شهرنشینی توسعه یافته‌است.
- بسترهای اولیه سکونت در منطقه ۵ را می‌توان در محدوده کن سراغ گرفت. علاوه بر روستای کن، پنج محدوده دیگر که از لحاظ قدمت به مانند کن به گذشته دور بازمی‌گردند، عبارتند از باغ فیض، ده حصارک، مرادآباد، حسن‌آباد و وسک. در این دوره زمانی دو محدوده حسن‌آباد و وسک در درون بافت شهری منطقه حل شده‌است؛ اثر قابل ملاحظه‌ای از آنان به جای نمانده‌است. سه محدوده دیگر آن کماکان آثاری از گذشته را در خود دارند.[۴] منطقه ۵ شهرداری تهران دارای هفت ناحیه است. به لحاظ قدمت سکونت در نواحی شمالی منطقه به خصوص نواحی دو و سه قدمتی دیرینه دارند. سابقه سکونت در روستای کن در ناحیه دو به بیش از هزار سال و حتی بر اساس پاره‌ای پژوهش‌ها به پیش از اسلام بازمی‌گردد. روستای کن در گذشته کاربرد کاروان‌سرایی نیز داشته‌است. قرارگیری در مسیر زائران امامزاده داوود و برخورداری از آب و هوای مناسب از تداوم سکونت در این محدوده است. محله‌های باغ فیض و پونک نیز در ناحیه سه از نخستین سکونت گاه‌های شمال و شمال غرب تهران هستند که با وجود قدمت زیاد تاریخ مستند و دقیقی از مدت زمان پیدایش آن‌ها در دست نیست. هسته اولیه این دو محله در ناحیه سه روستاهای پونک و باغ فیض است. عبور رودخانه از محدوده این دو روستا، وجود امامزاده حمیده خاتون و امامزاده جعفر در محله باغ فیض و امامزاده و… درکن هسته‌های اولیه سکونت در این دو محله را شکل داده‌است. چنانچه منطقه را به دو قسمت شمالی و جنوبی تقسیم کنیم نواحی یک، دو، سه و هفت در شمال منطقه از قدمت بیشتری نسبت به نواحی جنوبی برخوردارند. به غیر از هسته اول‌های اولیه سکونت در کن، باغ فیض و پونک که مربوط به روستاهای پراکنده در شمال محدوده است.[۴]
- موج متاخر سکونت در شمال منطقه از دهه ۴۰ شمسی و از جنوب این نواحی به سمت شمال آن‌ها آغاز شده‌است. شروع سکونت در نواحی پنج و شش نیز از دهه ۴۰ شمسی و در ناحیه چهار از اواسط دهه ۵۰ شمسی آغاز شد. اولین نشانه‌های ساخت و ساز گسترده منطقه در فاصله سال‌های ۱۳۴۳ تا ۱۳۵۸ از روی نقشه‌های در دسترس قابل مشاهده است. منطقه در این دوره شاهد توسعه بطنی و آرام بوده‌است.[۴] در آن محدوده تصفیه‌خانه شماره دو آب تهران در مسیر روستای کن شکل گرفت. احداث بلوک‌های مسکونی چهار طبقه در شمال این تصفیه‌خانه و ساختمان‌های یک و دو طبقه در شرق آن در سال‌های ابتدایی دهه چهل شکل گرفته‌است. به این ترتیب در فاصله این سال‌ها بافت مسکونی به همراه شبکه مواصلاتی حول دو محور شروع به توسعه می‌نمایند؛ یکی ایجاد شهرک اطراف جاده شهر زیبا (آیت‌الله کاشانی) دیگری جاده مخصوص تهران کرج. همچنین احداث محدوده آریاشهر در مجاورت منطقه، توسعه بافت مسکونی شهر زیبا را به دنبال دارد. کوی فردوس، کوی مهران، کوی سازمان برنامه و کوی کیهان در سال‌های دهه چهل شکل گرفتند یا شروع ساخت و ساز آن‌ها در همان دوره است. در مجاورت جاده مخصوص کرج (حد فاصل این جاده تا بزرگراه تهران - کرج) شهرک‌های آپادانا و کوی بیمه شکل گرفت.[۴]
- تغییرات بنیادین دیگر مربوط به سال‌های ۱۳۵۸ تا ۱۳۶۶ دانست. در این دوره بافت مسکونی در محدوده منطقه به صورت چشم‌گیری گسترش یافته و تقریباً تمامی نیمه جنوبی محدوده مورد ساخت و ساز قرار گرفت. از سوی دیگر با فعال شدن تعاونی مسکن ادارات و نهادهای مختلف و گستردگی ارضی منطقه، این ساخت و سازها در تمامی منطقه گسترش یافت و اراضی پونک، شهران، جنت‌آباد، شهرک نیروی هوایی، شهرک کوهسار، شهرک المهدی، شهرک میلاد، کوی سازمان برنامه، شهرک پرواز، شهرک کارمندان سازمان آب، شهرک مبعث و … تدریجاً شکل گرفت و برخی از آن‌ها به صورت کامل ساخته می‌شوند.[۴] به تبع این ساخت و سازها شبکه‌های شهری با توجه نیاز جمعیت ساکن در محدوده به سرعت احداث شدند. در مجموع می‌توان گفت حاشیه غربی تهران در جریان گسترش شهر و افزایش مهاجرت به آن در اواسط دهه ۶۰ جزئی از تهران شد، در حالی که پیش‌تر به عنوان حواشی شهر تهران محسوب می‌شد. اشباع شدن ظرفیت پهنه‌های مرکزی شهر و افزایش قیمت زمین و مسکن در این پهنه‌ها به گونه‌ای بود که مهاجرین شهرستانی توانایی تهیه مسکن در پهنه‌های مرکزی تهران را نداشتند، در این مناطق سکونت یافتند که در آن زمان هنوز جزئی حاشیه‌های شهر تهران محسوب می‌شدند. قرار داشتن بسیاری از کارخانه‌ها و کارگاه‌های بزرگ و کوچک در حاشیه مسیر تهران - کرج در غرب تهران نیز بر مطلوبیت پهنه غربی تهران برای مهاجران جویای کار افزود. علاوه بر این گروه، بسیاری از افراد متعلق به دهک‌های متوسط و پایین جامعه شهری نیز به دلیل عدم توانایی خرید مسکن در پهنه‌های مرکزی، با خرید زمین ارزان‌تر در غرب تهران اقدام به ساخت و ساز در این پهنه کردند. به جز این دو گروه، تعاونی‌های برخی از سازمان‌ها و ادارات نیز اقدام به خرید زمین‌های ارزان قیمت حاشیه تهران کردند و این زمین‌ها اقدام به ساخت و ساز کرده یا آن را در اختیار اعضاء خود قرار دادند.[۴]
- سومین دوره تغییرات فضایی را می‌توان در فاصله سال‌های ۱۳۶۶ تا ۱۳۷۳ دانست.[۲]

## اطلاعات عمومی
در این بخش اطلاعاتی نظیر محدوده، مساحت و جمعیت و… ارائه می‌شود.
محدوده و تقسیمات شهری
منطقه پنج از ۷ ناحیه و ۲۹ محله تشکیل شده‌است. در بین نواحی هفت‌گانه منطقه، ناحیه ۳ با بیشترین مساحت مشتمل بر ۸ محله و ناحیه ۵ با کمترین مساحت از ۳ محله تشکیل شده‌است.
حدود و ثغور این منطقه در تقسیمات شهر تهران به این گونه است:از شمال به ارتفاعات شمال تهران، از شرق به بزرگراه آیت الله اشرفی اصفهانی - محمد علی جناح، از جنوب به جاده مخصوص کرج، از غرب به مسیل کن
آب و هوا
منطقه پنج به دلیل قرار گرفتن در کوهپایه دارای آب و هوای سرد و کوهستانی است. همچنین این منطقه از نظر سرانه فضای سبز در وضعیت مطلوبی قرار داشته و دارای سرانه فضای سبز ۱۷ متر، بدون احتساب پارک جنگلی کوهسار است. از نظر تنوع گیاهی، این منطقه غنی بوده و انواع گیاهان در آن پرورش می‌یابد. از مراکز تفریحی این منطقه به پارک ارم در اتوبان کرج و مجتمع سرزمین عجایب واقع در بلوار اشرفی اصفهانی می‌توان اشاره کرد.
مساحت و جمعیت
این منطقه با مساحت تقریبی ۵۴/۲۸ کیلومترمربع، جمعیتی بالغ بر ۸۵۶۵۶۵ نفر را در خود جای داده‌است.

## محله‌ها
فهرست بیست و نه محله منطقه پنج شهرداری تهران تا پایان سال ۱۴۰۰ به شرح زیر است.
- شهران
- آپادانا
- شهرک اکباتان
- باغ‌فیض
- پونک جنوبی
- پونک شمالی
- جنت‌آباد جنوبی
- جنت‌آباد شمالی
- جنت‌آباد مرکزی
- شهر زیبا
- کن
- کوی بیمه
- مرادآباد
- المهدی
- صادقیه(آریاشهر)
- مهران
- بهاران
- اباذر
- اندیشه
- حصارک
- سازمان آب
- سازمان برنامه جنوبی
- سازمان برنامه شمالی
- شاهین
- ارم
- فردوس
- شهرک پرواز
- شهرک نفت

## مراکز مهم
در منطقه پنج شهرداری تهران مراکز متعدد آموزشی، ورزشی، فرهنگی همچنین فضای سبز وجود دارد.
مراکز آموزشی
- دانشگاه آزاد اسلامی واحد علوم و تحقیقات تهران

بوستان‌ها
- پارک ارم
- باغ وحش ارم
- پارک جنگلی کوهسار
- پارک تفریحی دره کن

مراکز فرهنگی و ورزشی
- پردیس سینمایی زندگی
- پردیس سینمایی کوروش
- سینما سمرقند
- پردیس سینمایی مگامال
- ورزشگاه شهید دستگردی
- ورزشگاه راه‌آهن
- ورزشگاه شهید درفشی‌فر
- کمپ ناصر حجازی

مراکز درمانی
- بیمارستان عرفان نیایش
- بیمارستان سلامت فردا
- بیمارستان ابن سینا
- بیمارستان پیامبران
- بیمارستان صارم
- بیمارستان امید
- بیمارستان فردا
- بیمارستان فرهیختگان

## حمل و نقل عمومی
این منطقه دسترسی خوبی به شبکه بزرگراهی تهران داشته و به بزرگراه‌های همت، حکیم، آبشناسان، باکری، ستاری، شیخ فضل‌الله نوری، بزرگراه مخصوص کرج و اشرفی اصفهانی و جناح دسترسی دارد. همچنین در این منطقه ایستگاه‌های متروی متعدد به شرح زیر وجود دارد.
- ایستگاه متروی ارم‌سبز
- ایستگاه متروی بیمه
- ایستگاه متروی شهرک اکباتان
- ایستگاه متروی صادقیه
- ایستگاه متروی میدان آزادی
- ایستگاه متروی شهید اشرفی اصفهانی
- ایستگاه متروی ستاری
- ایستگاه متروی آیت‌الله کاشانی
- ایستگاه متروی شهر زیبا
- ایستگاه متروی شهران
- ایستگاه متروی شهدای کن
- ایستگاه متروی شهید آرمان علی‌وردی